# Великая Майна
Великая Майна (греч. Μεγάλη Μαΐνη) — средневековая крепость на полуострове Мани (Майна). Построена согласно «Морейской хронике» около 1248—1250 гг. Гильомом II де Виллардуэном, князем Ахейским для контроля перевалов в горных массивах южной части Тайгета, где в диких ущельях жили горцы, славяне-мелинги. Являлась одной из трёх главных крепостей Мореи, наряду с крепостями Мистра и Монемвасия. После поражения франков в битве при Пелагонии (1259) передана византийцам в 1262 году за освобождение князя Гильома II де Виллардуэна и его рыцарей и являлась опорой деспотата Мистры (1262—1460).

## Местоположение
Местоположение крепости неясно. Различные источники приводят различные версии: Порто Кагио, западный берег полуострова, мыс Тигани, Кастро Тис Ориас, Келефа и др.